# پنجه‌برگ (گیاه)
پنجه برگ (نام علمی: Potentilla reptans) نام یک گونه از زیرخانواده رزوئیده است.